# Mediothele australis
Mediothele australis – gatunek pająka z infrarzędu ptaszników i rodziny Hexathelidae.

## Taksonomia
Gatunek ten opisany został po raz pierwszy w 1978 roku przez Roberta J. Ravena i Normana I. Platnicka na łamach „Journal of Arachnology” jako jedyny wówczas znany przedstawiciel rodzaju Mediothele i stąd jego gatunek typowy. Jako lokalizację typową wskazano Hualpén w chilijskiej prowincji Concepción. Oryginalny opis został dokonany na podstawie pojedynczego samca odłowionego w 1975 roku, natomiast opisu samicy dokonali w 2012 roku Duniesky Ríos-Tamayo i Pablo Goloboff.

## Morfologia
Pająk stosunkowo mały jak na ptasznika. Jedyny znany samiec ma ciało długości 6,3 mm przy prosomie długości 3,3 mm i szerokości 2,6 mm oraz opistosomie (odwłoku) długości 2,6 mm i szerokości 1,9 mm. Jedyna znana samica ma ciało długości 8,6 mm przy prosomie długości 3 mm i szerokości 2,3 mm oraz opistosomie długości 4 mm.
Karapaks samca jest wydłużony, lekko sklepiony, żółtawobrązowy, nagi, z pojedynczym szeregiem szczecinek brzeżnych, o małej, poprzecznej, ku przodowi wygiętej jamce. Nadustek jest niski. Szczękoczułki są żółtawobrązowe, przysadziste, na szczycie z silnymi szczecinkami przypominającymi rastellum. Na przedniej krawędzi bruzdy mają osiem zębów, a w nasadowej połowie jej dna od 15 do 24 ząbków. Szczęki i warga dolna u samic zaopatrzone są w kilkanaście kuspuli, u samców zaś zupełnie ich pozbawione. Sternum u samca sercowate i trochę dłuższe niż szersze, u samicy zwężone na przedzie i tak szerokie jak długie. Kolejność par odnóży od najdłuższej do najkrótszej to: I, IV, II, III u samca i IV, I, II, III u samicy. Odnóża pierwszej pary mają u samicy kilka kolców na nadstopiu i żadnych na stopie. U samca pierwsza para odnóży ma na goleni dwie ostrogi, jedną małą, drugą dużą, oraz cierń na nadstopiu.
Opistosoma jest brązowa z jaśniejszymi, pośrodku przerwanymi szewronami. Zaopatrzona jest w trzy pary kądziołków przędnych. Kądziołki przednio-boczne na członie wierzchołkowym mają u samicy od 10 do 13 gruczołów przędnych, więcej niż u innych przedstawicieli rodzaju. U samca gruczoły są tam tylko trzy.
Nogogłaszczki samca dysponują gruszkowatym bulbusem pozbawionym konduktora. Embolus jest wydłużony. Genitalia samicy mają dwie długie spermateki z dowenętrznie zakrzywionymi płatami wtórnymi.

## Rozprzestrzenienie
Gatunek neotropikalny, endemiczny dla chilijskiego regionu Biobío, podawany z prowincji Arauco i Concepción.